# Wladimir Krivoutz
Wladimir Krivoutz, né en 1904 à Saint-Pétersbourg (Empire russe) et mort en 1972 à São Paulo (Brésil), est un peintre et décorateur.
Il étudia à l'École des Beaux-Arts de Pétrograd avant de voyager à Paris pour étudier en 1922 à l'École nationale supérieure des beaux-arts. De retour dans sa ville natale, il étudia avec Soudeïkine et Bakst. Parallèlement, il agit en tant que représentant spécial du gouvernement français en Indochine en 1925. Entre 1927 et 1930, il fut décorateur pour les théâtres de l'Opéra et des Champs-Élysées et le ballet de Boris Kniaseff, tous à Paris, et réalisa une série de dessins pour le ballet d'Anna Pavlova. Il travailla également comme scénographe pour des productions cinématographiques entre 1936 et 1943. Il était spécialisé dans l'art byzantin. En 1946, il alla au Brésil. Il vécut à Rio de Janeiro et plus tard à Porto Alegre, en 1950. L'année suivante, il s'installa à São Paulo, où il réalisa la décoration de la cathédrale orthodoxe.